# Helen Dodson Prince
Helen Walter Dodson Prince (* 31. Dezember 1905 in Baltimore, Maryland; † 4. Februar 2002 in Arlington County, Virginia) war eine US-amerikanische Astronomin und Hochschullehrerin. Sie war Professorin für Astronomie an der University of Michigan und stellvertretende Direktorin am McMath-Hulbert-Observatorium.

## Leben und Werk
Prince war die Tochter von Helen Walter und Henry Clay Dodson. Sie studierte mit einem Vollstipendium Mathematik am Goucher College, wo sie 1927 einen Bachelor of Arts erhielt. Anschließend studierte sie, beeinflusst von der Mathematikerin und Astronomin Florence Lewis, Astronomie an der Graduiertenschule der University of Michigan. 1932 erhielt sie dort ihren Master-Abschluss und promovierte 1934 bei Heber Doust Curtis mit der Dissertation: A Study of the Spectrum of 25 Orionis.
Von 1933 bis 1945 war sie Assistenzprofessorin für Astronomie am Wellesley College. Sie forschte im Sommer 1934 und 1935 am Maria Mitchell Observatory und während der Sommer 1938 und 1939 am Pariser Observatorium. Von 1943 und 1945 betrieb sie Radarforschung am Radiation Laboratory des Massachusetts Institute of Technology. Nach dem Zweiten Weltkrieg war sie von 1945 bis 1950 Astronomie-Professorin am Goucher College. Von 1947 bis 1962 forschte sie am McMath-Hulbert-Observatorium und wurde Astronomie-Professorin an der University of Michigan. 1976 setzte sie ihre Arbeit bis 1979 als emeritierte Professorin am McMath-Hulbert-Observatorium fort. Von 1979 bis zu ihrem Todesjahr 2002 war sie unabhängige Beraterin des Applied Physics Laboratory der Johns Hopkins University.
Prince veröffentlichte über 130 Zeitschriftenartikel hauptsächlich über Sonneneruptionen. Sie entwickelte den Comprehensive Flare Index, ein weit verbreitetes Maß für die Flare-Aktivität. Ihre Kollegin war Emma Ruth Hedeman, die mit ihr viele Artikel verfasste. Zu ihren Schülern am Goucher College gehörten die Astronominnen Nan Dieter-Conklin und Harriet H. Malitson. Während ihrer Zeit am Observatorium war die University of Michigan die einzige große amerikanische Forschungsuniversität mit zwei Professorinnen für Astronomie: Helen Dodson Prince und Hazel Marie Losh. Prince war eines der Gründungsmitglieder der Solar Physics Division.
Sie war seit 1956 mit Edmund Lafayette Prince verheiratet und lebte auf der anderen Seite des Lake Angelus gegenüber von dem McMath-Hulbert-Observatorium, so dass sie zu ihrer Arbeitsstelle segeln konnte.

## Mitgliedschaften
- American Astronomical Society
- American Association for the Advancement of Science
- American Geophysical Union.

## Auszeichnungen
- 1932: Dean Van Meter Fellowship, Goucher College
- 1952: Ehrendoktorwürde, Coucher College[2]
- 1955: Annie Jump Cannon Award in Astronomie[3]
- 1974: Distinguished Achievement Award, University of Michigan
- Der Asteroid (71669) Dodsonprince, der 2000 von Astronomen mit dem Catalina Sky Survey entdeckt wurde, wurde ihr zu Ehren benannt. Die offizielle Benennung wurde von dem Minor Planet Center am 12. Dezember 2019 veröffentlicht.[4]

## Veröffentlichungen (Auswahl)
- mit E. Ruth Hedeman: Major Hα flares in centers of activity with very small or no spots. Solar Physics 13.2, S. 401–419, 1970.
- mit E. Ruth Hedeman: Problems of differentiation of flares with respect to geophysical effects. 1964.
- mit E. Ruth Hedeman: The proton flare of August 28, 1966. Solar Physics 4.2, S. 229–239, 1968.
- mit E. Ruth Hedeman, A. E. Covington: Solar Flares and Associated 2800 Mc/sec (10.7 Cm) Radiation. The Astrophysical Journal 119: 541, 1954.
- mit E. Ruth Hedeman: Geomagnetic disturbances associated with solar flares with major premaximum bursts at radio frequencies 200 MC/S."Journal of Geophysical Research 63.1, 77–96, 1958.
- mit E. Ruth Hedeman: The Frequency and Positions of Flares Within Three Active Sunspot Areas. The Astrophysical Journal 110: 242, 1949.
- mit E. Ruth Hedeman: An experimental comprehensive flare index and its derivation for" Major" flares, 1955-1969. Vol. 14, Research Laboratories, National Oceanic and Atmospheric Administration, Environmental Data Service, 1971.
- mit O. C. Mohler: Robert Raynolds McMath, 1891–1962. A Biographical Memoir. National Academy of Sciences, Washington D.C. 1978.